# ليلة من الحب (فلم)
ليلة من الحب (بالإنجليزية: One Night of Love) هو فيلم موسيقي تم إنتاجه في الولايات المتحدة وصدر في سنة 1934.

## ترشيحات وجوائز
| السنة | الحدث  | الفئة               | النتيجة |
| ----- | ------ | ------------------- | ------- |
|       | أوسكار | أفضل موسيقى تصويرية | فوز     |

## وصلات خارجية
- مقالات تستعمل روابط فنية بلا صلة مع ويكي بيانات